# Nicki Clyne
Pour les articles homonymes, voir Clyne.
Nicki Clyne, née le 11 février 1983 à Vancouver au Canada, est une actrice canadienne. Elle est principalement connue pour son rôle de Cally Henderson dans la série télévisée Battlestar Galactica.

## Vie privée
Elle est membre de la secte NXIVM. Elle fréquentera pendant 10 ans Keith Raniere. Elle sera aussi en contact avec Allison Mack.

## Filmographie

### Cinéma
- 2004 : Ill Fated : Barb
- 2004 : John Tucker doit mourir : jolie fille #2
- 2009 : Godkiller: Walk Among Us : Soledad

### Télévision
- 2000 : Just Deal (épisode : "Homecoming") : Étudiante #2
- 2001 : Dark Angel (épisode : Liberté - Bag 'Em) : X6/Fixit
- 2001 : The Hostage Negotiator : Alicia
- 2001 : The Wedding Dress : Catherine Blaine
- 2002 : Smallville (épisode : "Nicodemus) : serveuse
- 2002 : Mysterious Ways : Les Chemins de l'étrange (épisode : Des voix dans la tête" - Listen) : June Grissom
- 2002 : La Treizième Dimension (épisode : L'Autobus fantôme - Night Route) : Theresa
- 2002 : Le Choix de l'amour (Due East) : Stacy
- 2002]: I Was a Teenage Faust (en) : Heather
- 2003 : Dead Zone (épisode : Ombres...(1re partie) - Descent) : Erin
- 2003 : Battlestar Galactica : Cally
- 2004 : Battlestar Galactica : Cally
- 2004 : The L Word (épisode : Larguées - Losing It) : Delilah
- 2004 : Dead Like Me (épisode : Am stram gram - In Escrow) : Janelle
- 2004 : Saved! : Guitariste
- 2004 : Zolar : Keiko
- 2004 : Totally Awesome : Billie
- 2004 : Battlestar Galactica: The Resistance – Cally
- 2006 : Tiki Bar TV
- 2008 : HypaSpace : On-Air Presenter (1 épisode)